# Ohad Talmor

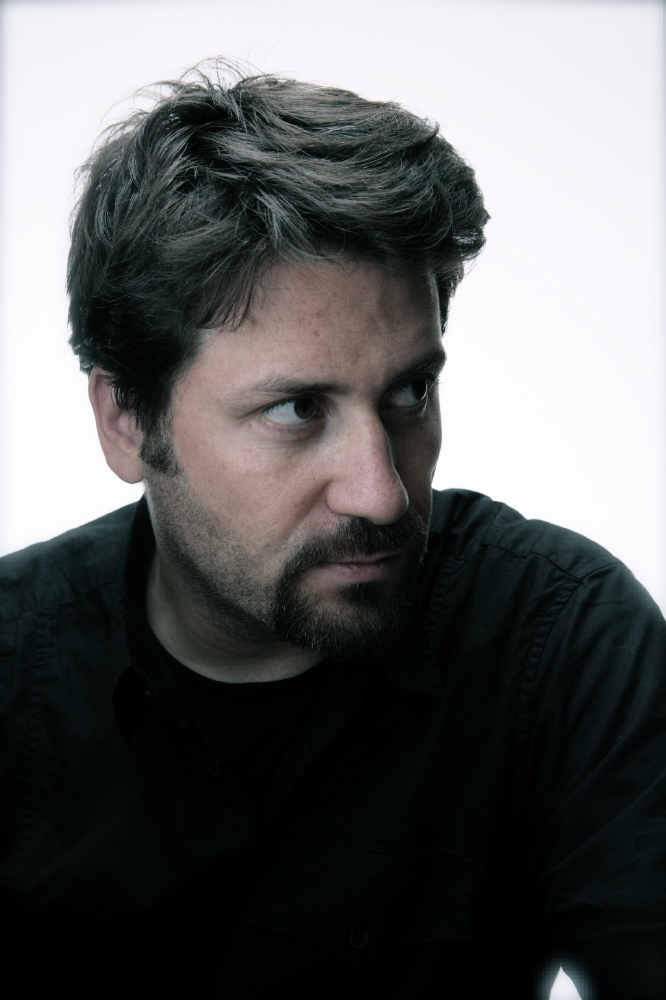
Ohad Talmor 2008

Ohad Talmor (* 1970 in Lyon) ist ein amerikanischer Jazzsaxophonist, Komponist und Arrangeur.

## Leben
Talmor wuchs in Genf auf und begann mit fünf Jahren mit dem Klavierunterricht am dortigen Konservatorium. Als Austauschschüler in Florida entdeckte er 1987 das Saxophon. Zurück in der Schweiz widmete er sich diesem Instrument und studierte Musikwissenschaften in Genf und leitete ein eigenes Quartett bzw. Quintett, zu dem Glenn Ferris gehörte; daneben spielte er mit Ed Neumeister in der Gruppe Zounds und mit Carlos Baumann im Zounds Collective, das im Folgejahr auf einem Wettbewerb der Communauté des Radios Publiques de Langue Française den ersten Preis erhielt. 1994 und 1995 tourte er mit Lee Konitz und unterschiedlichen Ensembles (unter anderem mit Streichquartett), deren Musik er arrangierte. 1995 war er ferner mit Steve Swallow und Mike Sarin mit MuSeS unterwegs. Im selben Jahr zog er nach New York, wo er bis 1997 an der Manhattan School of Music Komposition studierte.
In der Folge blieb er in New York und arbeitete dort mit Joe Lovano, Joshua Redman, Kurt Rosenwinkel und Carla Bley zusammen. Gemeinsam mit Matt Wilson und Bob Bowen bildete er The MOB Trio. In Europa trat er mit der Lausanne Big Band (mit dem Gast Ray Anderson) auf sowie mit Joachim Kühn, Matthieu Michel und Sunna Gunnlaugs. Gemeinsam mit Lee Konitz leitete er eine eigene, aus dem Orquestra Jazz de Matosinhos entstandene, Bigband, die das Album Portology (2006) vorlegte. Mit eigenen Projekten wie NewsReel und Mass Transformation will Talmor kontinentale und stilistische Grenzen überschreiten. Im 2010 führte er sein Klavierkonzert auf, das er für den Pianisten Jason Moran und das Porto-Sinfonieorchester geschrieben hatte. So wie er 2009 ausgehend von Bruckners Messe Nr. 3 in f-Moll deren Themen neu zusammensetzte und für ein gemischtes Ensemble arrangierte, bearbeitete er 2011 für das Brucknerfest die 8. Sinfonie. Er betreibt zudem seit 2007 den Jazzclub Seeds in der Neighbourhood Prospect Heights in Brooklyn.
Talmor komponiert auch für Hörspiele und lehrt auch als Pädagoge am Conservatoire Populaire de Genève. Als Musiker ist er auf mehr als 50 CD-Aufnahmen zu hören. 2012 wurde er mit dem Jazzpreis der SUISA-Stiftung für Musik für sein „innovatives und kreatives Jazzschaffen“ ausgezeichnet.

## Diskographische Hinweise
- MOB Trio Loose (mit Matt Wilson, Bob Bowen) (OmniTone, 1999)
- Lee Konitz, Ohad Talmor & Axis Quartet Plays French Impressionist Music of the 20st Century (Palmetto, 2000)
- Lee Konitz, Ohad Talmor String Project Inventions (Spring String 4tet) (OmniTone, 2004)
- Lee Konitz New Nonet (Directed by Ohad Talmor) (OmniTone, 2005)
- Newsreel (mit Shane Endsley, Miles Okazaki, Jacob Sacks, Matt Pavolka, Dan Weiss; Auand Records, 2008/9)
- Steve Swallow/Ohad Talmor/Adam Nussbaum Singular Curves (Auand Records, 2013)
- Adam Nussbaum: The Lead Belly Project (Sunnyside, 2018), mit Steve Cardenas
- Lee Konitz Nonet: Old Songs New (2019)
- 8 Deja Vu (2020), mit Lee Konitz
- Ohad Talmor Newsreel Sextet: Long Forms (Intakt, 2020)
- Ohad Talmor, Christopher Tordini & Eric McPherson: Back to the Land (Intakt, 2024)